# Jacopino Rangoni (XIII secolo)

Stemma dei Rangoni.

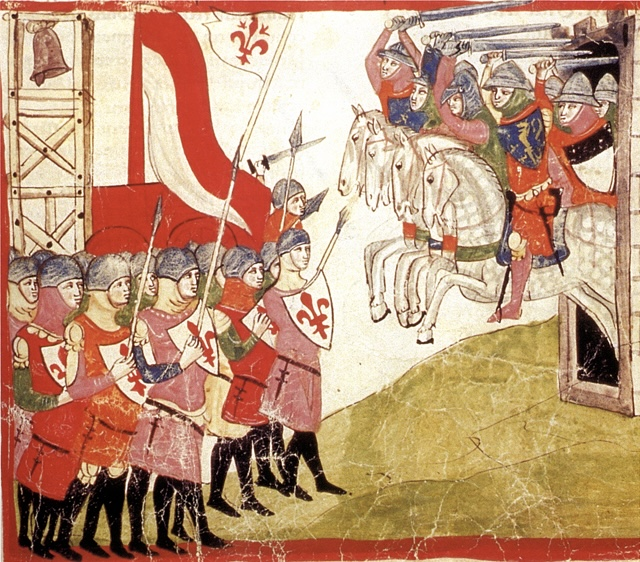
La battaglia di Montaperti.

Jacopino Rangoni (Modena, ... – Montaperti, 4 settembre 1260) è stato un generale e politico italiano.

## Biografia
Era figlio di Guglielmo Rangoni, podestà di Modena e di Guilla.
Fu podestà di diverse importanti città: Todi nel 1234, Siena nel 1237, Foligno nel 1245.
Sì schierò nel 1246 per gli imperiali sotto l'imperatore Federico II di Svevia, unendosi a suo figlio Enzo alla conquista di Parma. Nel 1247 abbandonò gli imperiali per passare allo Stato Pontificio, diventando capo dei guelfi di Modena. Quando a Modena prevalsero gli avversari ghibellini, Jacopino fu costretto a rifugiarsi a Bologna subendo il bando dell'imperatore. Fece ritorno nel 1249, riconquistata Modena e vi rimase per quindici anni. Nel 1258 ricoprì la carica di podestà di Rimini, di Bologna nel 1259, quindi di Firenze nel 1260.
Il 4 settembre di quell'anno combatté nella famosa battaglia di Montaperti con le truppe fiorentine, subendo una pesante sconfitta da parte dei ghibellini senesi e dei loro alleati, venne ucciso nello scontro con la cavalleria pesante.
Altro Jacopino Rangoni  (II) nel 1264 si trovò a Ferrara a seguito della morte di Azzo VII d'Este, favorendo l'ascesa di Obizzo II d'Este a signore di quella città.

## Discendenza
Jacopino sposò nel 1215 in prime nozze Bartolomea Torelli, figlia di Salinguerra e in seconde nozze nel 1252 Emilia d'Orione.
Ebbe tre figli:
- Tommaso
- Gherardo, capitano del popolo di Perugia
- Castellano